# Christian Cueva
Christian Alberto Cueva Bravo (født 23. november 1991 i Trujillo, Peru) er en peruviansk professionel fodboldspiller, som spiller for Saudi Pro League-klubben Al-Fateh og Perus landshold.
Cueva har tidligere spillet for blandet andet Universidad San Martín i hjemlandet, chilenske Unión Española og Deportivo Toluca i Mexico.

## Landshold
Cueva debuterede for Perus landshold 1. juni 2011 i en venskabskamp mod Japan. I 2015 scorede han sit første mål for holdet i et opgør mod Brasilien. Han var en del af den peruvianske trup til Copa América i både 2015 og 2016 samt til VM 2018.